# Oudalan
O Oudalan é uma província de Burkina Faso localizada na região Sahel. Sua capital é a cidade de Gorom-Gorom.

## Departamentos

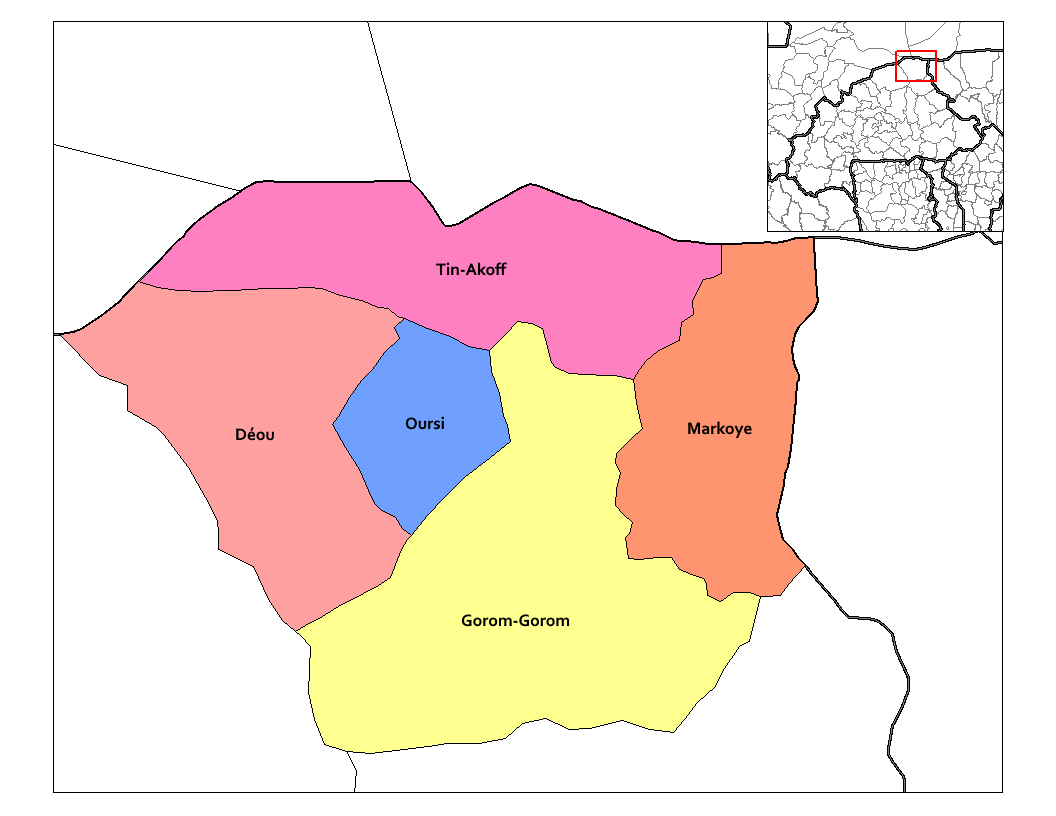
Localização dos diversos departamentos da província do Oudalan, Burkina Faso

A província do Oudalan está dividida em cinco departamentos:
- Déou
- Gorom-Gorom
- Oursi
- Markoye
- Tinakoff